# كأس سلوفاكيا 2001–02
كأس سلوفاكيا 2001–02 هو موسم من كأس سلوفاكيا. كان عدد الأندية المشاركة فيه 36، وفاز فيه FC Senec ‏.